# MikuMikuDance
MikuMikuDance（ミクミクダンス）は、樋口優が制作した、プリセットされたキャラクターの3Dモデルを操作しコンピュータアニメーションを作成する3DCGソフトウェアである。略称はMMD。デフォルトで初音ミクなどVOCALOIDキャラクターの3Dモデルを使用できるほか、オリジナルのキャラクターモデルやアクセサリを組み込んで操作することも可能で、MMD用の3Dモデルも有志によって多数公開されている。
なお、MikuMikuDanceという初音ミクにちなんだ名前ではあるが、樋口が個人で制作したフリーウェアであり、初音ミク販売元のクリプトン・フューチャー・メディアによる製品ではない。

## 特徴
デフォルトであにまさの制作による3Dモデルが用意されているため、3DCGに不慣れな初心者でもすぐにアニメーションを作成することが出来る。画像をきれいに見せることよりもリアルタイム性を重視しており、DirectXを描画に用いることで、長時間のレンダリングを経ず、作った動きをすぐに動画として確認することが出来る事も大きな特徴とされる。MMDの登場はその扱いの容易さから初心者が3Dアニメーションに挑む際のハードルを大きく下げたとも言われる。また、VOCALOIDの歌唱に用いるプロジェクトファイル（VSQ）を読み込んで自動でリップシンク（口パク）を作る機能も備えている。
MMDを作成した樋口のパソコンがMMD公開当時の水準から見てスペックが低く（Pentium 4 1.5GHz、RADEON 8500）、そうした環境でも動作するように作った結果、3DCGを扱うソフトウェアとしては非常に動作が軽くなったという。ただし、機能が追加された最近のバージョンや読み込むモデルデータによっては比較的高スペックのパソコンを必要とする。
アニメーション作成に特化したソフトであるため、モデルデータの作成や改造の際は外部ツールを必要とする。

## 沿革
元々は樋口が自分自身で初音ミクを用いた3D映像を作成するために作ったもので、当初は公開を予定したものではなかった。樋口はBlenderと、あにまさが無償で公開していた3Dモデルを使って3Dの動画を作成しようとした際の苦労から、自分でプログラムを組んで動かすことにし、2007年の大晦日に開発を始めて50 - 70時間ほどで作り上げたという。
MMDを作成した当時、クリプトン・フューチャー・メディアのガイドライン（キャラクターの利用を参照）では初音ミクなどのキャラクターを利用したプログラム作品を禁止していた。しかし2008年2月22日にガイドラインが改定されプログラム作品も解禁されたことから、あにまさとも連絡を取った上で同月24日にMMDを公開し、同時に動画投稿サイト・ニコニコ動画に利用法を解説した動画を投稿した。MMDはニコニコ動画で大きな反響を呼び、ソフトウェアの完成度の高さに感動し、金を払って買っても良い品質だが作者が金銭を受け取る気が無いため払わせてくれないとして「振り込めない詐欺」とも評された。樋口はこうした反響に対し「寄付してもいいと言ってもらえるのはたいへん光栄だが、それほど気に入っていただけたら、ぜひこのソフトを使ってすばらしい動画を作って公開してもらい、私をニコニコさせてほしい」とコメントしている。
公開後もバージョンアップが進められ、当初は初音ミクの3Dモデルしか使用できなかったが、Ver.3.01以降はマルチモデル化され、他のVOCALOIDのキャラクターも扱えるようになった。またMMDにあらかじめ用意されているキャラクター以外にも、ユーザーの手により東方ProjectやTHE IDOLM@STER、その他既存商業作品のキャラクターなどを元にした、ユーザーモデルと呼ばれるMMD対応の3Dモデルが多数公開され、MMDは実質的にはVOCALOIDだけでない、より汎用的な3Dツールとしての発展も見せている。ただし、ユーザーモデルについては、使用されているキャラクターの権利関係が必ずしもクリアになっていないという問題も抱えており、そのことがMMD自体へ悪影響を及ぼす恐れもあることから、樋口自身はユーザーモデルについては一切関知しないという姿勢をとっている。2010年末にはNVIDIAの3D Vision対応による立体視や、Xbox 360向けのゲームデバイスKinectを応用してのモーションキャプチャの利用も可能となった。3D Visionの対応についてはNVIDIA社の日本スタッフからの働きかけを受けてのものだが、樋口はNVIDIAからの機材支援の申し出は断ったという。これは対応できなかった場合を考慮したこと、手持ちの機材でも一応は立体視の表示・確認が可能であったこと、MMDの活動を匿名で行なっているため第三者に住所を明かしたくなかったことからだという。なお、MMDの開発は2011年5月にVer.7.39をもって終了といったんアナウンスされたが、その後も機能が拡充され、2019年12月の時点で、VPVPwikiサイトでVer.9.32（XP版は5.24）まで入手可能。
MMD公開直後より、ニコニコ動画にはMMDを利用して作られた動画が多数発表され、ユーザーコミュニティーも形成されてニコニコ動画を舞台に有志により「MMD杯」という動画コンテストも開催されるようになっている。2008年12月17日にはWindows Live メッセンジャーのサービス「ニコニコメッセ」のPRのために制作された動画「初音ミクが歌う「ニコニコメッセの歌」」の映像に使用され、2009年1月にはテレビCMとして放送もされた。2010年2月10日に発売されたビデオクリップ集『初音ミクDVD〜impacts〜』に第二回MMD杯の総合優勝作品でもある「ゲキド・オブ・ハツネ」が収録されたのをはじめ、MMDを利用して作られた映像作品の商品化も行われるようになっている。テレビアニメの分野においては、2011年10月に放送開始された『gdgd妖精s』でMMDが製作に使用され、2013年2月には、ニコニコ動画でMMDを使って活躍してきたクリエイターらが制作を手がけたテレビアニメ『直球表題ロボットアニメ』も放送されている。

## 周辺ツール・サイト
ニコニコ動画のコミュニティを中心とする有志によって、MikuMikuDanceでの動画制作をサポートするツールが制作されている。

### MikuMikuEffect
通称「MME」。MikuMikuDanceが利用しているDirectXをフックし、描画の割り込みを実施することによってMikuMikuDance上で様々なエフェクト表現を実現するツール。制作は舞力介入P。
MikuMikuEffect本体は、所定のDLLファイルをMikuMikuDanceと同一のフォルダに配置することで機能する。
MikuMikuEffectで使用するエフェクトファイルはユーザによる作成が可能で、モデルデータやアクセサリ同様、コミュニティ上において配布されていることも多い。
処理はグラフィックカードに依存しているため、使用するエフェクトによっては動作が重くなることがある。

### iwara TV
通称「iwara」。MMDを使用して作成した成人向け動画を専門とする成人向け動画投稿サイト。

## キャラクターモデル
デフォルトで用意されているものを挙げる（Ver.8.10時点）。
- 初音ミク
- 鏡音リン
- 鏡音レン
- 亞北ネル
- 弱音ハク
- 咲音メイコ
- KAITO
- MEIKO
- 巡音ルカ（Ver.8.10にて追加）

## MikuMikuDanceで作った作品一覧
- gdgd妖精s（Shade・六角大王と共同作成）
- 慟哭のナイトメア
- 直球表題ロボットアニメ
- てさぐれ!部活もの（CINEMA 4Dと共同作成）
- みならいディーバ（KiLAと共同作成）
- なりヒロwww（Shade・六角大王と共同作成）
- Hi☆sCoool! セハガール
- キュートランスフォーマー 帰ってきたコンボイの謎（第1期のオープニングアニメーション）
- コチンPa!（Blenderと共同作成）
- 魔法少女?なりあ☆がーるず（KiLAと共同作成）
- 3ねんDぐみガラスの仮面（Blenderと共同作成）
- イケメン戦国◆時をかける恋（CINEMA 4D・Blenderと共同作成）
- Forest Fairy Five（Shadeと共同作成）
- おにゃんこポン（CINEMA 4D・Blenderと共同作成）
- gdメン（Shadeと共同作成）
- でびどる!（Blenderと共同作成）

## 他OS用のソフト
- nanoem - WindowsとmacOS対応のソフト
- MikuMikuMoving - Windows対応のMikuMikuDanceのクローンソフト